# Mniobia bdelloidea
Mniobia bdelloidea är en hjuldjursart som beskrevs av Donner 1951. Mniobia bdelloidea ingår i släktet Mniobia och familjen Philodinidae. Inga underarter finns listade i Catalogue of Life.